# Albert Baratier

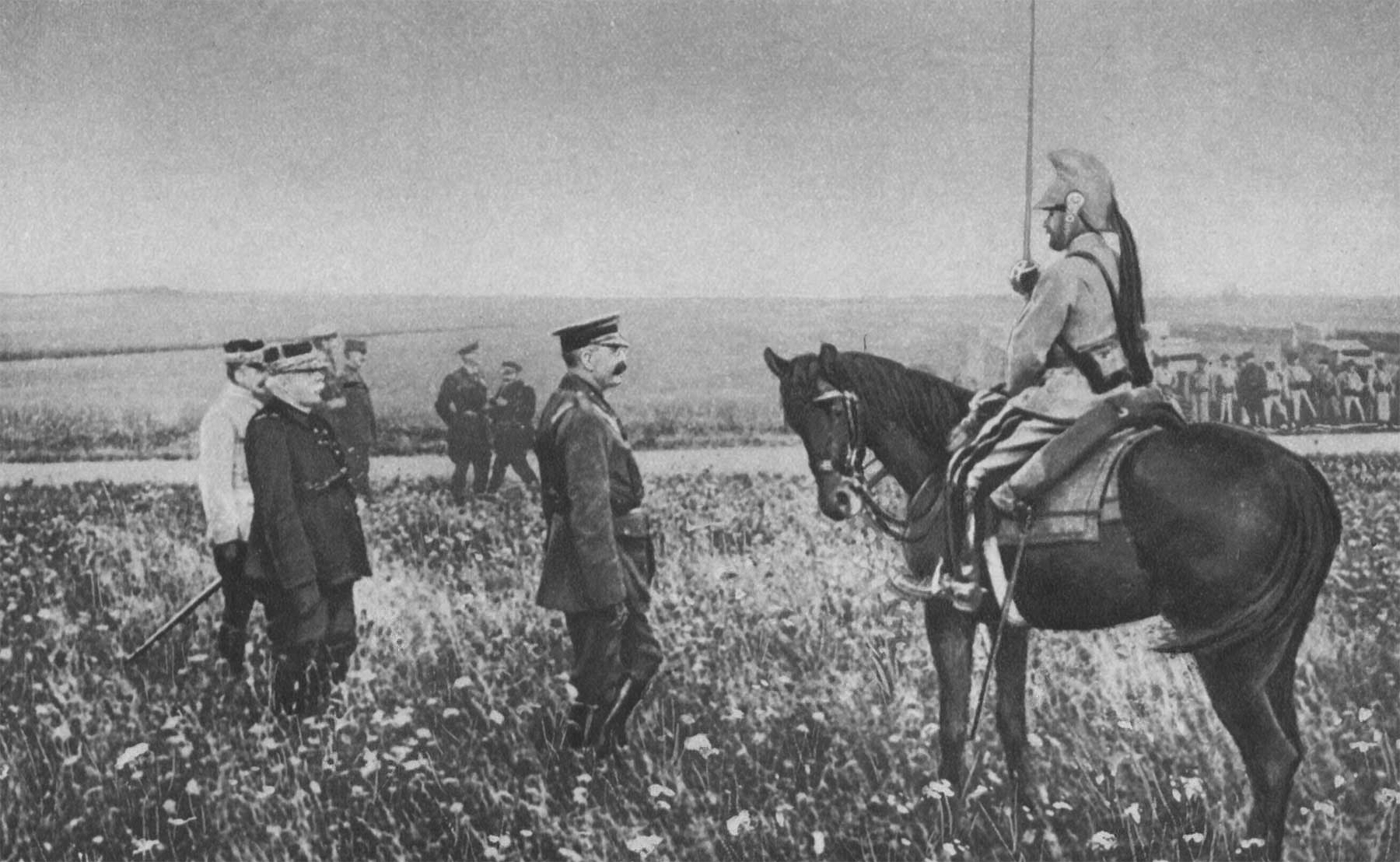
Lord Kitchener und Joseph Joffre treffen General Baratier

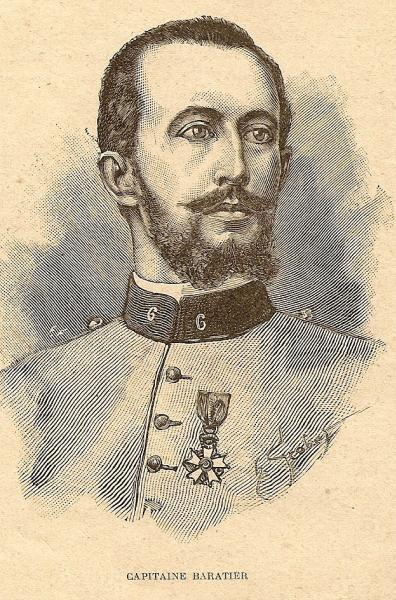
Baratier in jüngeren Jahren

Albert Ernest Augustin Baratier (geboren am 11. Juli 1864 in Belfort; Mort pour la France 17. Oktober 1917 im Feld bei Reims) war ein französischer Militär und Forschungsreisender.

## Biografie
Baratier wurde 1864 in Belfort geboren. Er wurde 1885 Offizier im Ersten Afrikanischen Jägerregiment zu Pferde, nahm mit Auszeichnung an den Kriegen im französischen Sudan 1891–1892 und 1894–1895 teil, sowie an der Expedition von Jean-Baptiste Marchand, deren Leiter er eine Zeit lang war, vom französischen Kongo in den ägyptischen Sudan (Faschoda) 1896–1898. Im Jahr 1911 wurde er Oberst. Am Ersten Weltkrieg nahm er, ebenfalls mit Auszeichnung, als Kavallerie-Regiments- und Brigadekommandeur und schließlich als Kommandeur einer Infanterie-Division teil. Als geschickter Topograph und Kartograph kartographierte er (teilweise) und veröffentlichte 1903 eine Karte von bestimmten Gebieten Zentralafrikas.
Seine Beobachtungen und Erinnerungen an Feldzüge und Erkundungen in Afrika veröffentlichte er in den Büchern À travers l'Afrique (1910), Épopées africaines (1912) und Au Congo. Souvenir de la mission Marchand (1914).
In seinem Buch A travers l'Afrique (Durch Afrika) schildert er die Taktik der verbrannten Erde seines Gegners Samory:

« Et c'est ici que se manifeste l'esprit de prévision, en même temps que le génie stratégique de Samory: pendant que tous les guerriers armés de fusils à tir rapide lutteront contre nous, reculeront pied à pied, les troupes pourvues seulement de fusils à piston ou de chassepots, seront fractionnées en deux groupes ayant chacun leur emploi. La premier de ces groupes aura la garde et la conduite des populations, le deuxième couqueiia dans l'Est des territoires qui referont au sultan un empire vers lequel sera dirigé l'exode. 
Cette organisation de ses forces en trois groupes: de défense du territoire, d'évacuation, et de conquête extérieure, opérant simultanément, lui permettra d'accomplir une chose unique dans l'histoire : pendant sept ans son peuple changera cliaque année de pays, s'enfoncera vers l'Est dans des régions nouvelles, mais déjà soumises et organisées, sans laisser au vainqueur ni un vieillard ni un grain de mil. »

„Und hier zeigt sich der Geist der Voraussicht, wie auch das strategische Genie von Samory: Während alle mit Schnellfeuergewehren bewaffneten Krieger gegen uns kämpfen und sich Fuß für Fuß zurückziehen, werden die Truppen, die nur mit Perkussionsgewehren oder Chassepots ausgerüstet sind, in zwei Gruppen aufgeteilt, die jeweils ihre eigene Aufgabe haben. Die erste dieser Gruppen war für die Bewachung und Führung der Bevölkerung zuständig, die zweite hatte in den Gebieten im Osten zu operieren und dem Sultan ein Reich zu erobern, in das der Auszug der Bevölkerung zu erfolgen hatte. 
Diese Organisation seiner Kräfte in drei Gruppen: der gleichzeitig operierenden Verteidigung des Territoriums, der Evakuierung und der äußeren Eroberung erlaubte ihm, etwas Einzigartiges in der Geschichte zu vollbringen: sieben Jahre lang wechselte sein Volk jedes Jahr das Land und drang in Richtung Osten in neuen Gebiete vor, die aber bereits unterworfen und organisiert waren, und dies, ohne dem Sieger auch nur einen alten Mann oder ein Korn Hirse zurückzulassen.“

## Publikationen
- A travers l'Afrique. Illustré d'après les dessins de Gaston de Burggraff.  Paris, Arthème Fayard & Cie, s. d. [1910]. Digitalisat
- Épopées africaines. 1912. Digitalisat (2. A., 1918)
- Au Congo: Souvenirs de la mission Marchand. De Loango a Brazzaville.  Paris: Modern-bibliothèque, Arthème Fayard, 1914. Digitalisat
- Vers le Nil. Souvenirs de la Mission Marchand. Paris [1914]. Digitalisat